# Петер Крауснекер

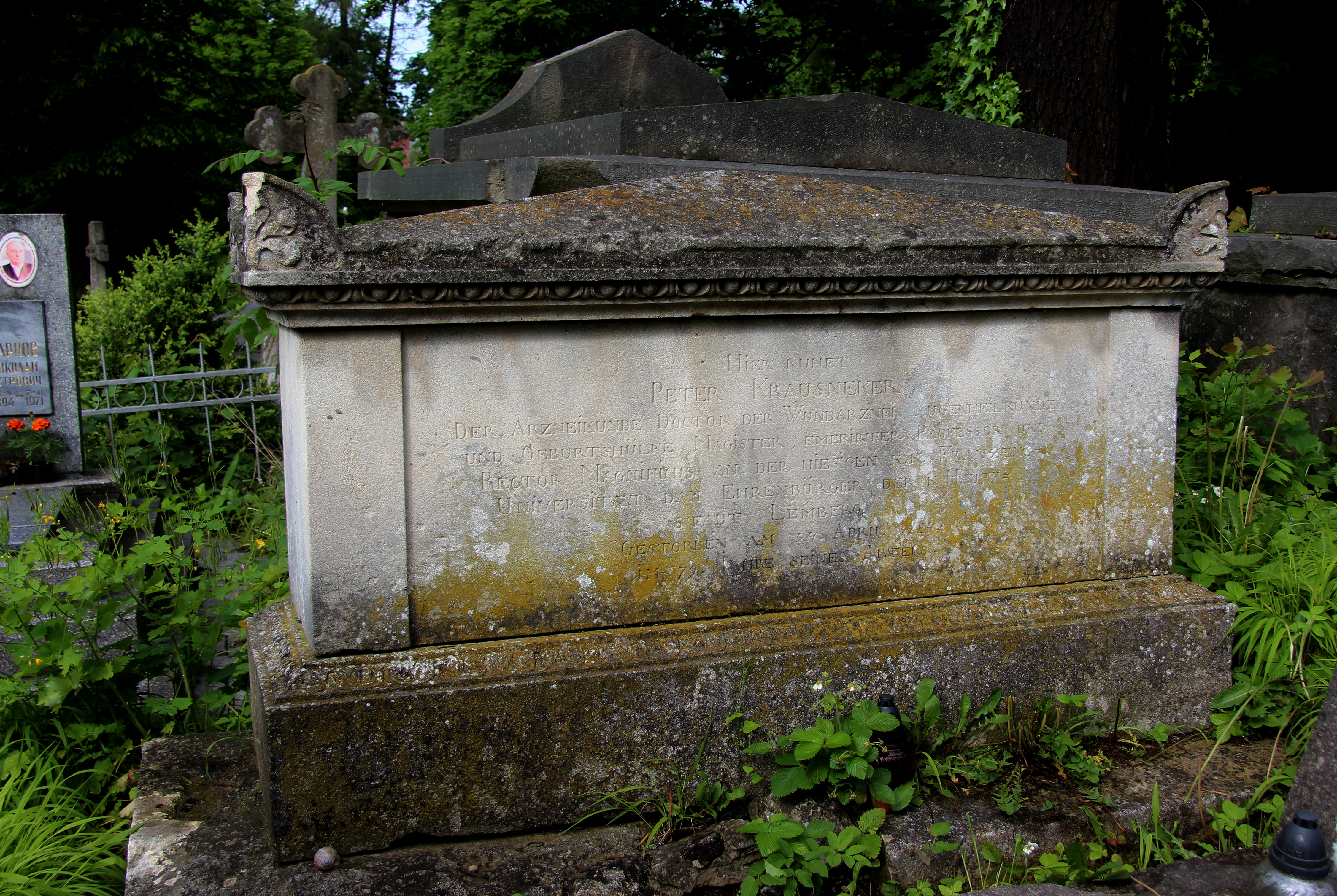

Петер Крауснекер (нім. Peter Krausnecker; 10 серпня 1766, Відень — 24 квітня 1842, Львів) — австрійський лікар, професор, керівник кафедри анатомії (1791—1803) і ректор Львівського університету (1823—1824).

## Життєпис
У 1796 році закінчив медичний факультет Віденського університету.
Працював помічником хірурга (1784—1787), прозектором (1787—1791), керівником кафедри анатомії (1791—1803) і ректором (1823—1824) Львівського університету. Організатор і керівник анатомічного музею (1791—1817).
Магістр хірургії та акушерства (1797), професор анатомії (1803).
Зібрав унікальну колекцію анатомічних і патологоанатомічних препаратів, які склали основу анатомічного музею університету; спільно з професорами Томашем Седеєм і Францом Мазохом організував у Львові пункт безкоштовного щеплення проти віспи (1802), де працював особисто, пропагуючи ефективність профілактичних щеплень; із професором А. Глойснером уклав каталог колекцій Львівського університету з природничої історії (1808). Засновник стипендій для студентів медицини у Віденському та Львівському університетах.
Помер у Львові 24 квітня 1842 року. Похований на полі № 7 Личаківського цвинтаря.